# Pays de Canaan (Bible)
Pour les articles homonymes, voir Canaan.

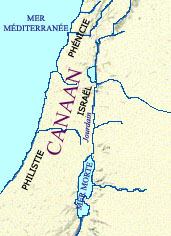
Carte simplifiée de Canaan.

Le Pays de Canaan est une expression de la Bible hébraïque qui désigne la région de Canaan.
Elle est tirée du nom du patriarche biblique Canaan, fils de Cham, second fils de Noé, ancêtre selon la tradition des Hittites, Girgashites (en), Amorites, Cananéens, Perizzites (en), Hivites et Jébuséens.

## Abraham

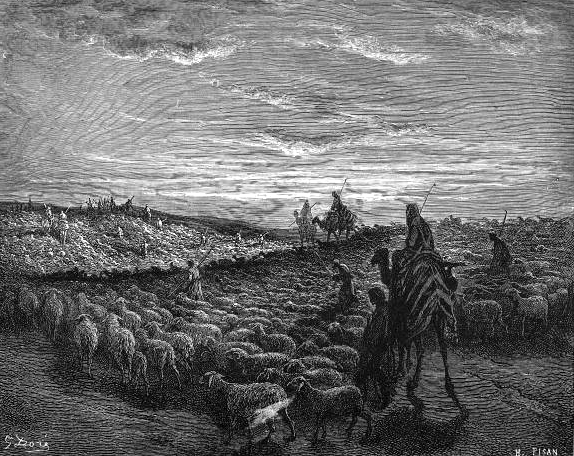
Abraham voyageant à Canaan, Gravure de Gustave Doré.

Le Pays de Canaan (Erets Kena'an) est ensuite celui où s'installe Abram, futur Abraham :
- Genèse, 11, 31 : Térah prit son fils Abram, son petit-fils Lot, fils de Harân, et sa bru Saraï, femme d'Abram. Il les fit sortir d'Ur des Chaldéens pour aller au pays de Canaan, mais, arrivés à Harân, ils s'y établirent.
- 12, 5 : Abram prit sa femme Saraï, son neveu Loth, tout l'avoir qu'ils avaient amassé et le personnel qu'ils avaient acquis à Harân; ils se mirent en route pour le pays de Canaan et ils y arrivèrent.
- 13, 12 : Abram s'établit au pays de Canaan et Lot s'établit dans les villes de la Plaine; il dressa ses tentes jusqu'à Sodome.
- 16, 3 : Ainsi, au bout de dix ans qu'Abram résidait au pays de Canaan, sa femme Saraï prit Agar l'Égyptienne, sa servante, et la donna pour femme à son mari, Abram.

Il fait l'objet de la Promesse divine à Abraham :
- 17, 8 : À toi et à ta race après toi, je donnerai le pays où tu séjournes, tout le pays de Canaan, en possession à perpétuité, et je serai votre Dieu.

C'est là où meurt Sarah :
- 23, 2 : Sarah mourut à Qiryat-Arba - c'est Hébron - au pays de Canaan.
- 23, 19 : Puis Abraham enterra Sarah, sa femme, dans la grotte du champ de Makpéla, vis-à-vis de Mambré, c'est Hébron, au pays de Canaan.

## Jacob et Ésaü
La question suivante est : Peut-on prendre épouse en Canaan ?
- 28, 1 Isaac appela Jacob, il le bénit et lui fit ce commandement : Ne prends pas une femme parmi les filles de Canaan.
- 28,6 : Ésaü vit qu'Isaac avait béni Jacob et l'avait envoyé en Paddân-Aram pour y prendre femme, et qu'en le bénissant il lui avait fait ce commandement : Ne prends pas une femme parmi les filles de Canaan.
- 28,8 : Ésaü comprit que les filles de Canaan étaient mal vues de son père Isaac

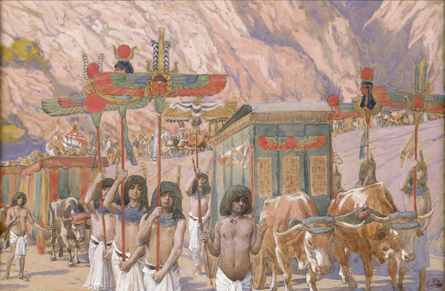
Le corps de Jacob rentre en Canaan, J. Tissot, av. 1903.

Jacob va prendre épouses ailleurs, puis revient en Canaan :
- 31, 18 : (Jacob) poussa devant lui tout son bétail, - avec tous les biens qu'il avait acquis, le bétail qui lui appartenait et qu'il avait acquis en Paddân-Aram, - pour aller chez son père Isaac, au pays de Canaan.
- 33, 18 : Puis Jacob arriva sain et sauf à la ville de Sichem, au pays de Canaan, lorsqu'il revint de Paddân-Aram, et il campa en face de la ville.
- 35,6 : Jacob arriva à Luz, au pays de Canaan, - c'est Béthel, - lui et tous les gens qu'il avait.

Ésaü, lui, fait le contraire :
- 36,2 Ésaü prit ses femmes parmi les filles de Canaan : Ada, la fille d'Élôn le Hittite, Oholibama, la fille d'Ana, fils de Çibéôn le Horite
- 36,5 Oholibama enfanta Yéush, Yalam et Qorah. Tels sont les fils d'Ésaü qui lui naquirent au pays de Canaan.
- 36,6 Ésaü prit ses femmes, ses fils et ses filles, toutes les personnes de sa maison, son bétail et toutes ses bêtes de somme, bref tout le bien qu'il avait acquis au pays de Canaan, et il partit pour le pays de Séïr, loin de son frère Jacob.
- 37,1 Mais Jacob demeura dans le pays où son père avait séjourné, dans le pays de Canaan.

## Joseph

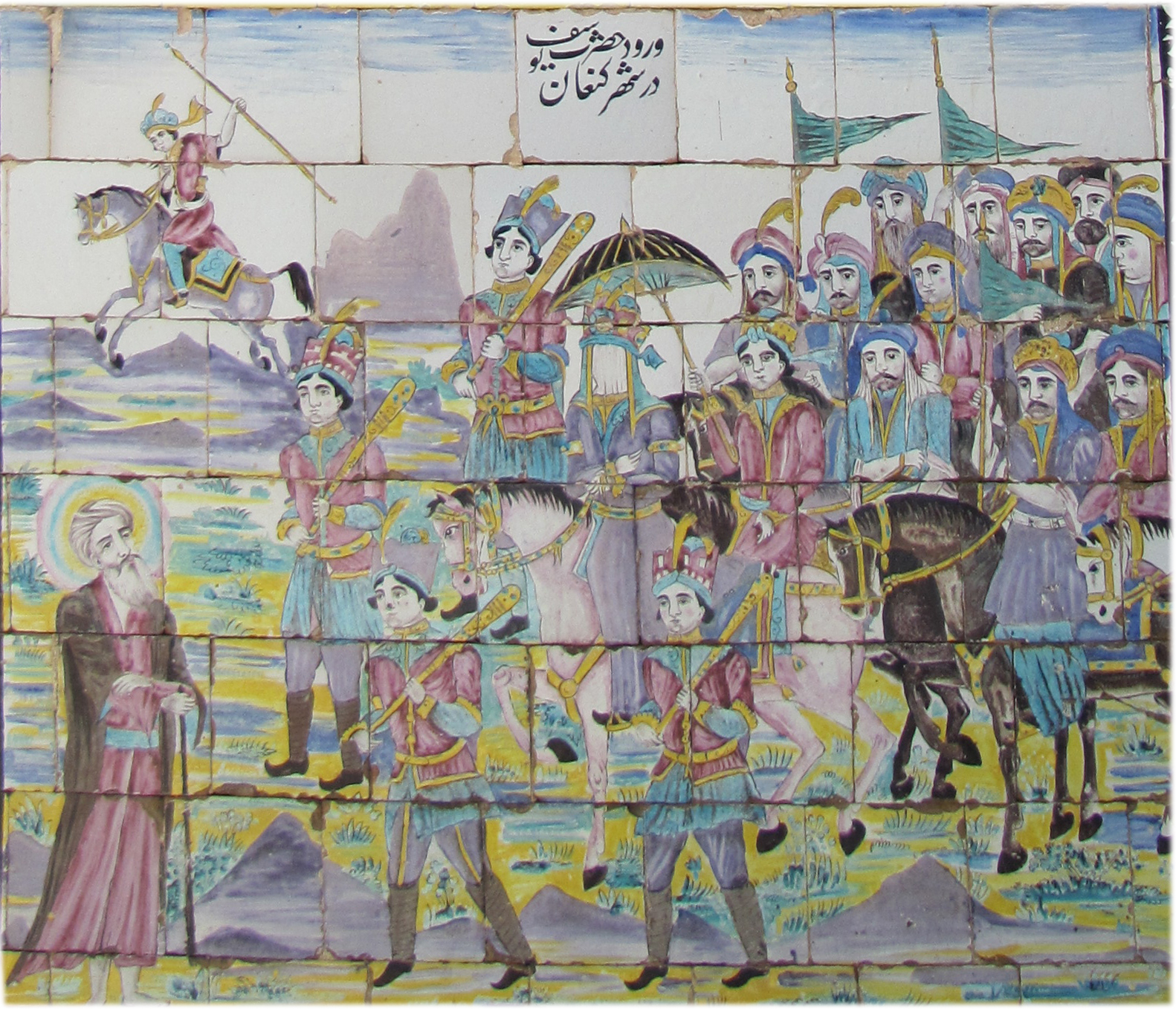
Joseph entrant en Canaan, carreaux de céramique, Kermanshah, Iran.

L'histoire de Joseph induit plusieurs allers retours entre le pays de Canaan et l'Égypte
- 42,5 Comme faisaient d'autres, les fils d'Israël vinrent acheter du grain car la famine sévissait au pays de Canaan.
- 42,7 Joseph vit ses frères et les reconnut, mais il leur cacha son identité et parla durement avec eux: « D'où venez-vous »? Leur dit-il. « Du pays de Canaan, répondirent-ils, pour acheter des vivres ».
- 42,13 Ils reprirent: « Nous, tes serviteurs, nous étions 12 frères, fils d'un même homme au pays de Canaan. Le plus jeune est aujourd'hui avec notre père et l'un de nous n'est plus ».
- 42,29 Ils arrivèrent auprès de leur père Jacob au pays de Canaan et l'informèrent de tout ce qui leur était arrivé.
- 42,32 Nous étions 12 frères fils de notre père; l'un de nous n'est plus et le plus jeune est aujourd'hui avec notre père en pays de Canaan.
- 44,8 L'argent que nous avons trouvé près de l'ouverture de nos sacs à blé, ne te l'avons-nous pas rapporté du pays de Canaan? Comment pourrions-nous voler argent ou or de la maison de ton maître ?
- 45.17 et le Pharaon dit à Joseph: « Dis à tes frères: "Faites ceci : aiguillonnez vos bêtes, allez, gagnez le pays de Canaan
- 45.25 Remontant d’Égypte, ils arrivèrent au pays de Canaan chez Jacob leur père
- 46.6 Ils prirent leur cheptel et les biens qu'ils avaient acquis dans le pays de Canaan. Jacob se rendit en Égypte avec tous ses descendants,
- 46.12 Fils de Juda : Er, Onân, Shéla, Pèrèç, Zérah. Er et Onân moururent au pays de Canaan. Les fils de Pèrèç furent Hèçrôn et Hamoul.
- 46.31 Joseph dit à ses frères et à la maison de son père : « Je vais monter prévenir le Pharaon et lui dire: "Mes frères et la maison de mon père, qui étaient au pays de Canaan, sont venus à moi.
- 47.1 Joseph vint donc prévenir le Pharaon et lui dire : « Mon père et mes frères sont venus du pays de Canaan avec leur petit et leur gros bétail et tout ce qui était à eux; ils se trouvent en terre de Goshèn ».
- 47.4 Ils dirent au Pharaon: « Nous sommes venus pour séjourner dans le pays, car il n'y avait plus de pâture pour les moutons de tes serviteurs et la famine pesait sur le pays de Canaan. Permets que tes serviteurs habitent maintenant dans la terre de Goshèn ».
- 47.13 Il n'y eut plus de nourriture dans tout le pays car la famine y avait lourdement pesé. Le pays d'Égypte et le pays de Canaan ne savaient plus que faire devant cette famine.
- 47.14 Joseph ramassa tout l'argent qui se trouvait aux pays d'Égypte et de Canaan en leur vendant du grain et il draina cet argent dans le palais du Pharaon.
- 47.15 L'argent disparut des pays d'Égypte et de Canaan. Tous les Égyptiens vinrent trouver Joseph et dirent: « Donne-nous de quoi manger. Pourquoi devrions-nous mourir devant toi, faute d'argent »?

La fin de la Genèse porte sur le retour en Canaan des cendres de Jacob mort en Égypte :
- 48.3 Jacob dit à Joseph: « Le Dieu Puissant m'est apparu à Louz dans le pays de Canaan. Il m'a béni ».
- 48.7 « Quant à moi, à mon retour de la plaine, la mort de Rachel me frappa au pays de Canaan sur la route, à quelque distance de l'entrée d'Ephrata. C'est là que je l'ai ensevelie sur la route d'Ephrata, qui est à Bethléem ».
- 49.30 (Ensevelissez-moi) dans la caverne du champ de Makpéla, face à Mamré au pays de Canaan, le champ acquis par Abraham d'Ephrôn le Hittite à titre de propriété funéraire.
- 50. 5 mon père m'a fait prêter ce serment : Je vais mourir, m'a-t-il dit, j'ai un tombeau que je me suis creusé au pays de Canaan, c'est là que tu m'enterreras. Qu'on me laisse donc monter pour enterrer mon père, et je reviendrai.
- 50. 13 et ils le transportèrent au pays de Canaan et l'ensevelirent dans la grotte du champ de Makpéla, qu'Abraham avait acquise d'Éphrôn le Hittite comme possession funéraire, en face de Mambré.

## Exode

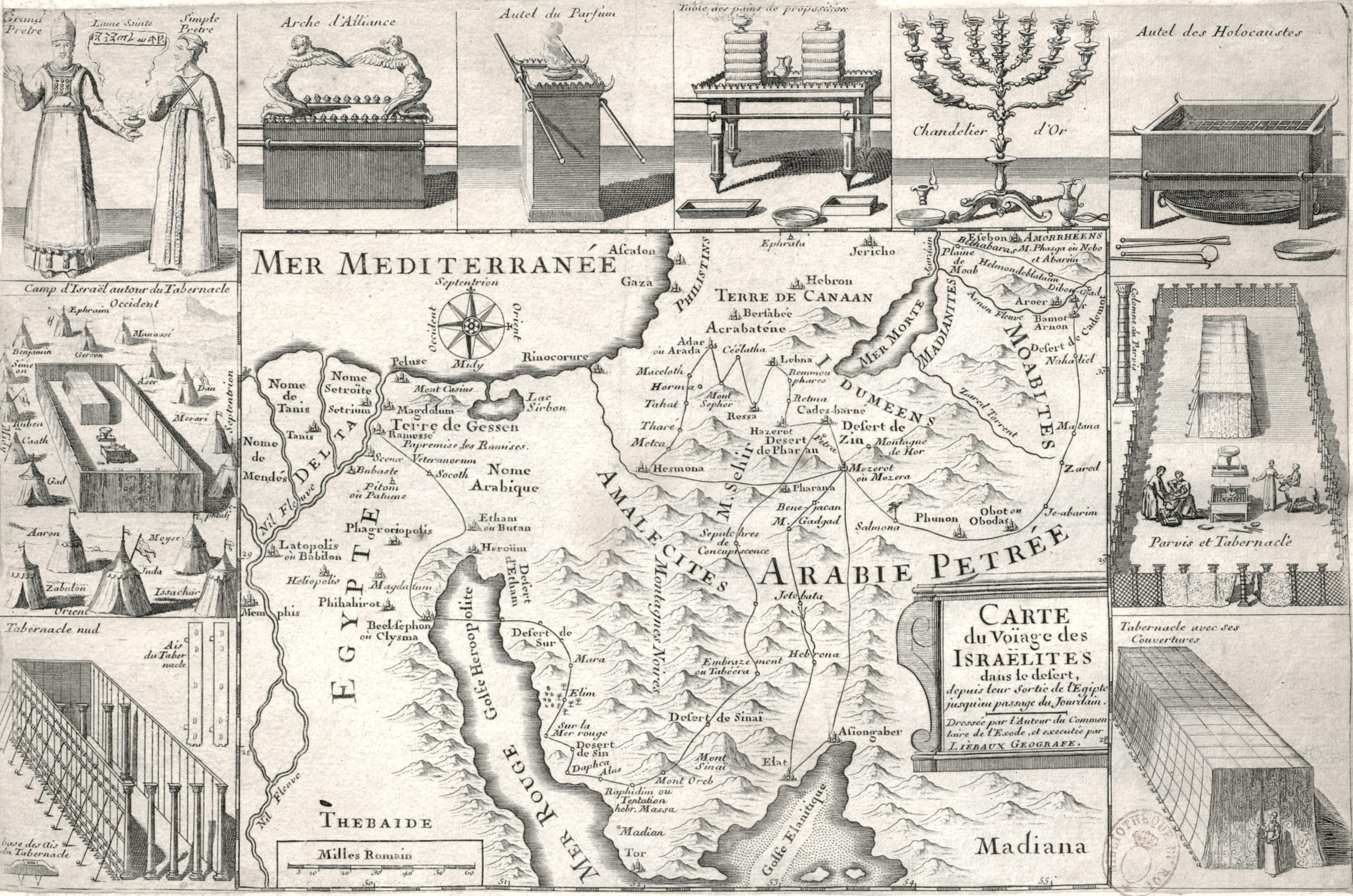
Carte du voïage des Israëlites dans le désert depuis leur sortie de l'Egipte jusqu'au passage du Jourdain, dressé par l'auteur du commentaire de l'Exode et exécutée par Liébaux, géographe, XVIIe s.

Il y a trois occurrences de Canaan dans l'Exode, la première quand Dieu envoie Moïse parler à Pharaon…
- 6, 4 Puis j'ai établi mon alliance avec eux, pour leur donner le pays de Canaan, pays de leurs migrations, où ils étaient des émigrés

… la deuxième dans le chant de victoire après la traversée de la Mer Rouge…
- 15, 15 Alors furent effrayés les chefs d'Edom. Un tremblement saisit les princes de Moab. Tous les habitants de Canaan sont ébranlés

… la troisième à propos de la manne.
- 16, 35 Les fils d'Israël mangèrent de la manne pendant 40 ans jusqu'à leur arrivée en pays habité; c'est de la manne qu'ils mangèrent jusqu'à leur arrivée aux confins du pays de Canaan.

## Livre de Josué
Traduction utilisée : Modèle:TOB
Jg 3 1
Après d'autres occurrences dans le reste de la Torah (3 dans le Lévitique, 11 dans le Livre des Nombres et 2 dans le Deutéronome), le pays de Canaan réapparaît dans le Livre de Josué, quand les Enfants d'Israël s'y installent. D'abord, la fin de la manne :
- 5.12 Et la manne cessa le lendemain quand ils eurent mangé des produits du pays. Il n'y eut plus de manne pour les fils d'Israël qui mangèrent de la production du pays de Canaan cette année-là.

... puis le partage du pays (par tirage au sort).
- 14.1 Voici ce que les fils d'Israël reçurent comme patrimoine dans le pays de Canaan, ce que leur donnèrent comme patrimoine le prêtre Eléazar, Josué, fils de Noun, et les chefs de familles des tribus des fils d'Israël
- 21.2 Et (les chefs de famille) leur parlèrent à Silo, au pays de Canaan, disant: « Le Seigneur a prescrit par l'intermédiaire de Moïse de nous donner des villes de résidence avec leurs communaux pour notre bétail ».Bataille des Hébreux contre les Cananéens et Châtiment de Coré, miniature tirée des Antiquités judaïques, v. 1470.

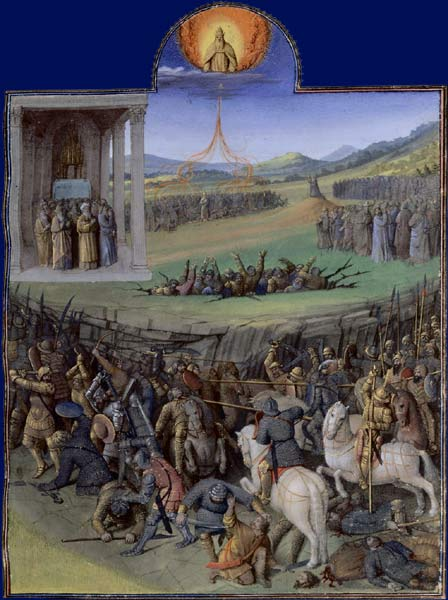
Bataille des Hébreux contre les Cananéens et Châtiment de Coré, miniature tirée des Antiquités judaïques, v. 1470.

Deux tribus et demi s'établissent de part et d'autre du Jourdain, d'où des problèmes de voisinage :
- 22, 9 Ainsi s'en retournèrent les fils de Ruben, les fils de Gad et la demi-tribu de Manassé; ils quittèrent les fils d'Israël à Silo au pays de Canaan pour aller au pays du Galaad, terre de leur propriété dont ils reçurent la possession sur l'ordre du Seigneur par l'intermédiaire de Moïse.
- 22.10 Ils arrivèrent ainsi à Gueliloth du Jourdain qui est au pays de Canaan et les fils de Ruben, les fils de Gad et la demi-tribu de Manassé y bâtirent un autel près du Jourdain, un autel de grandiose apparence.
- 22.11 Les fils d'Israël apprirent qu'on disait : « Les fils de Ruben, les fils de Gad et la demi-tribu de Manassé ont bâti un autel face au pays de Canaan, à Gueliloth du Jourdain, du côté des fils d'Israël ».
- 22.32 Pinhas, fils du prêtre Eléazar, et les responsables quittèrent les fils de Ruben et les fils de Gad et revinrent du pays de Galaad au pays de Canaan auprès des fils d'Israël, auxquels ils firent rapport.

À la fin de sa vie, Josué rappelle les miracles de Dieu en faveur des Enfants d'Israël :
- 24.3 Je pris votre père Abraham de l'autre côté du Fleuve et je le conduisis à travers tout le pays de Canaan, je multipliai sa postérité et je lui donnai Isaac.

## Livre des Juges
Traduction utilisée : Jg 21 12
La première occurrence de Canaan dans le Livre des Juges est claire : les Hébreux ne sont qu'un des peuples de Canaan.
- 3.1 Voici les nations que le Seigneur laissa subsister pour mettre par elles Israël à l'épreuve, tous ceux qui n'avaient pas connu toutes les guerres de Canaan

Suivent trois occurrences dans le chapitre 4, relatives aux malheurs de Yavîn, roi de Canaan, qui régnait à Haçor, une dans l'hymne de Deborah, :
- 5, 19 Survinrent des rois, ils ont combattu, alors les rois de Canaan ont combattu à Taanak, près des eaux de Meggiddo; un butin d'argent ils n'ont pas obtenu,

enfin une dernière en 21, 12, où on retrouve Silo, qui est au pays de Canaan.